# Trophée Gazet van Antwerpen 1995-1996
Navigation
1994-1995 1996-1997
Le Trophée Gazet van Antwerpen 1995-1996 est la 9e édition du Trophée Gazet van Antwerpen, compétition de cyclo-cross organisée par le quotidien belge néerlandophone Gazet van Antwerpen.

## Résultats
| Date        | Lieu                                       | Vainqueur        | Deuxième         | Troisième           |
| ----------- | ------------------------------------------ | ---------------- | ---------------- | ------------------- |
| 21 octobre  | Hoogstraten - Vlaamse Aardbeiencross       | Paul Herijgers   | Peter Willemsens | Arne Daelmans       |
| 11 novembre | Niel - Jaarmarktcross                      | Paul Herijgers   | Erwin Vervecken  | Marc Janssens       |
| 2 décembre  | Essen - GP Rouwmoer                        | Paul Herijgers   | Peter Willemsens | Kris Wouters        |
| 9 décembre  | Ravels                                     | Peter Willemsens | Arne Daelmans    | Paul Herijgers      |
| 16 décembre | Kalmthout - Vlaamse Industrieprijs Bosduin | Peter Willemsens | David Willemsens | Arne Daelmans       |
| 23 décembre | Rijkevorsel                                | Paul Herijgers   | Marc Janssens    | Peter Van Santvliet |
| 10 février  | Lille - Krawatencross                      | Erwin Vervecken  | Paul Herijgers   | Arne Daelmans       |
| 18 février  | Oostmalle - Internationale Sluitingsprijs  | Paul Herijgers   | Arne Daelmans    | Peter Willemsens    |

## Classement final
| #   | Coureur            | Points |
| --- | ------------------ | ------ |
| 1.  | Paul Herijgers     | 236    |
| 2.  | Peter Willemsens   | 215    |
| 3.  | Arne Daelmans      | 189    |
| 4.  | David Willemsens   | 186    |
| 5.  | Kris Wouters       | 181    |
| 6.  | Alex Moonen        | 161    |
| 7.  | Gustaaf Van Bouwel | 161    |
| 8.  | Hans Wuyts         | 130    |
| 9.  | David Laenen       | 126    |
| 10. | Bert Vervecken     | 117    |

## Résultats détaillés
| #  | Coureur             | Temps   |
| -- | ------------------- | ------- |
| 1  | Paul Herijgers      | inconnu |
| 2  | Peter Willemsens    |         |
| 3  | Arne Daelmans       |         |
| 4  | David Willemsens    |         |
| 5  | Peter Van Santvliet |         |
| 6  | Kris Wouters        |         |
| 7  | Gustaaf Van Bouwel  |         |
| 8  | Hans Wuyts          |         |
| 9  | Alex Moonen         |         |
| 10 | David Laenen        |         |

| #  | Coureur            | Temps   |
| -- | ------------------ | ------- |
| 1  | Paul Herijgers     | inconnu |
| 2  | Erwin Vervecken    |         |
| 3  | Marc Janssens      |         |
| 4  | Kris Wouters       |         |
| 5  | Danny De Bie       |         |
| 6  | Gustaaf Van Bouwel |         |
| 7  | Pascal Van Riet    |         |
| 8  | Pedro Rosselle     |         |
| 9  | David Willemsens   |         |
| 10 | Hans Wuyts         |         |

| #  | Coureur            | Temps   |
| -- | ------------------ | ------- |
| 1  | Paul Herijgers     | inconnu |
| 2  | Peter Willemsens   |         |
| 3  | Kris Wouters       |         |
| 4  | David Willemsens   |         |
| 5  | Gustaaf Van Bouwel |         |
| 6  | Arne Daelmans      |         |
| 7  | Hans Wuyts         |         |
| 8  | Alex Moonen        |         |
| 9  | Erwin Bollen       |         |
| 10 | David Laenen       |         |

| #  | Coureur            | Temps   |
| -- | ------------------ | ------- |
| 1  | Peter Willemsens   | inconnu |
| 2  | Arne Daelmans      |         |
| 3  | Paul Herijgers     |         |
| 4  | Kris Wouters       |         |
| 5  | David Willemsens   |         |
| 6  | Gustaaf Van Bouwel |         |
| 7  | Alex Moonen        |         |
| 8  | Eddy Van Bouwel    |         |
| 9  | Bert Vervecken     |         |
| 10 | Erwin Bollen       |         |

| #  | Coureur            | Temps   |
| -- | ------------------ | ------- |
| 1  | Peter Willemsens   | inconnu |
| 2  | David Willemsens   |         |
| 3  | Arne Daelmans      |         |
| 4  | Kris Wouters       |         |
| 5  | Pascal Van Riet    |         |
| 6  | Dieter Runkel      |         |
| 7  | Gustaaf Van Bouwel |         |
| 8  | Eddy Van Bouwel    |         |
| 9  | Alex Moonen        |         |
| 10 | Hans Wuyts         |         |

| #  | Coureur             | Temps   |
| -- | ------------------- | ------- |
| 1  | Paul Herijgers      | inconnu |
| 2  | Marc Janssens       |         |
| 3  | Peter Van Santvliet |         |
| 4  | Erwin Vervecken     |         |
| 5  | Peter Willemsens    |         |
| 6  | Mike Kluge          |         |
| 7  | Radomír Šimůnek     |         |
| 8  | Ben Berden          |         |
| 9  | Arne Daelmans       |         |
| 10 | David Willemsens    |         |

| #  | Coureur          | Temps   |
| -- | ---------------- | ------- |
| 1  | Erwin Vervecken  | inconnu |
| 2  | Paul Herijgers   |         |
| 3  | Arne Daelmans    |         |
| 4  | Ben Berden       |         |
| 5  | Peter Willemsens |         |
| 6  | David Willemsens |         |
| 7  | Kris Wouters     |         |
| 8  | Alex Moonen      |         |
| 9  | Robby Pelgrims   |         |
| 10 | Erwin Bollen     |         |

| #  | Coureur          | Temps   |
| -- | ---------------- | ------- |
| 1  | Paul Herijgers   | inconnu |
| 2  | Arne Daelmans    |         |
| 3  | Peter Willemsens |         |
| 4  | David Willemsens |         |
| 5  | Alex Moonen      |         |
| 6  | Erwin Vervecken  |         |
| 7  | Ben Berden       |         |
| 8  | Danny De Bie     |         |
| 9  | Kris Wouters     |         |
| 10 | Mario Lammens    |         |